# Sonthonnax-la-Montagne
Sonthonnax-la-Montagne är en kommun i departementet Ain i regionen Auvergne-Rhône-Alpes i östra Frankrike. Kommunen ligger  i kantonen Izernore som ligger i arrondissementet Nantua. Kommunens areal är 14,14 km². År 2022 hade Sonthonnax-la-Montagne 287 invånare.

## Befolkningsutveckling
Antalet invånare i kommunen Sonthonnax-la-Montagne
Referens: INSEE